# أنتوني إم. سولومون
أنتوني إم. سولومون (بالإنجليزية: Anthony M. Solomon)‏ هو اقتصادي أمريكي، ولد في 27 ديسمبر 1919 في Arlington, New Jersey ‏ في الولايات المتحدة، وتوفي في 18 يناير 2008 في مانهاتن في الولايات المتحدة بسبب قصور كلوي.